# Clint (Texas)
Pour les articles homonymes, voir Clint.
Clint est une ville située au centre-ouest du comté d'El Paso et au sud-est de la ville d'El Paso, au Texas, aux États-Unis,.

## Démographie
Lors du recensement de 2010, la ville comptait une population de 926 habitants. Elle est également estimée, en 2016, à 1 133 habitants.

### Source de la traduction
- (en) Cet article est partiellement ou en totalité issu de l’article de Wikipédia en anglais intitulé « Clint, Texas » (voir la liste des auteurs).